# الحد (ولاية بجاية)
الحد إحدى قرى بلدية تيمزريت بدائرة تيمزريت ولاية بجاية الجزائرية.